# Batalla de Alton (1001)
La batalla de Alton fue una escaramuza en 1001 entre los anglosajones y los vikingos. Según la Crónica anglosajona tuvo lugar en algún lugar llamado, en inglés antiguo, Æthelingadene. Tradicionalmente, se creía que el sitio había sido lo que ahora es Alton, Hampshire. Sin embargo, se cree que es más probable que haya estado en el área de Dean Oriental y Occidental de la actual Sussex Occidental.

## Causas
Entre 991 y 1005, los ataques daneses contra Inglaterra pasaron de pequeñas incursiones aisladas a ataques masivos de fuerzas más grandes. Los daneses devastaron el campo, exigiendo enormes tributos (Danegeld) de Etelredo, el rey anglosajón. Sin embargo, los ataques continuaron y sus tácticas de saqueo y pillaje, combinadas con una estrategia de marcha rápida, los llevaron hasta Æthelingadene.

## Batalla
Comenzó con la llegada de la flota vikinga a la costa de Sussex, que luego procedió a «Æthelingadene», donde los hombres de Hampshire se unieron para luchar contra ellos. Una indicación de la gravedad de la lista de víctimas inglesa es dada por la Crónica anglosajona que cita el pérdidas totales inglesas como 81, que incluía dos high-reeves y tres thegns, del obispo de Winchester, esto se comparó, con «un número mucho mayor» perdido por los daneses. Sin embargo, los daneses lograron ganar el campo y avanzar más al oeste, mientras que los anglosajones se retiró a Winchester.

## Consecuencias
La batalla de Alton no logró detener al ejército danés. Atacó Devon, quemando muchas ciudades como Teignton, hasta que el área se rindió. El avance continuó hacia Exmouth, hasta que llegó a Pinhoe, donde el alto mayordomo del rey, Cole, y Edsy, el reeve del rey, una vez más levantaron un ejército contra él en la batalla de Pinhoe. Una vez más, los daneses prevalecieron y quemaron «muchas ciudades buenas que no podemos nombrar». Aquí giraron hacia el este y llegaron a la Isla de Wight, hasta que la gente de allí hizo las paces con ellos.
En el año 1006, Etelredo se vio obligado a hacer una paz permanente con la fuerza hostil, y les dio un tributo de 30 000 libras. En 1008, dio la orden de construir barcos, lo que provocó una gran fuerza naval. En 1009, esta flota estaba lista, y fue enviada a Sandwich para defender la tierra contra las fuerzas atacantes.

## Topónimo
La Crónica anglosajona registra la batalla como en Æthelingadene. Ætheling es el inglés antiguo para Príncipe, Ingas es un asentamiento de personas asociadas con un líder común y Dene se deriva de denu el nombre de valle. Por lo tanto, el topónimo Æthelinga-dene se refiere al valle asociado con Æthelings y se ha sugerido que Dene (ahora Dean Oriental y Occidental, Sussex Occidental) fue donde la reina Ælfthryth crio a sus nietos, los hijos de Æthelred, que habrían tenido el título de Æthelinga.